# 由布岳
由布岳（日语：／）是位在日本大分縣由布市的活火山。標高1,583公尺。新日本百名山、日本二百名山之一。為阿蘇九重國立公園一部分。

## 概要

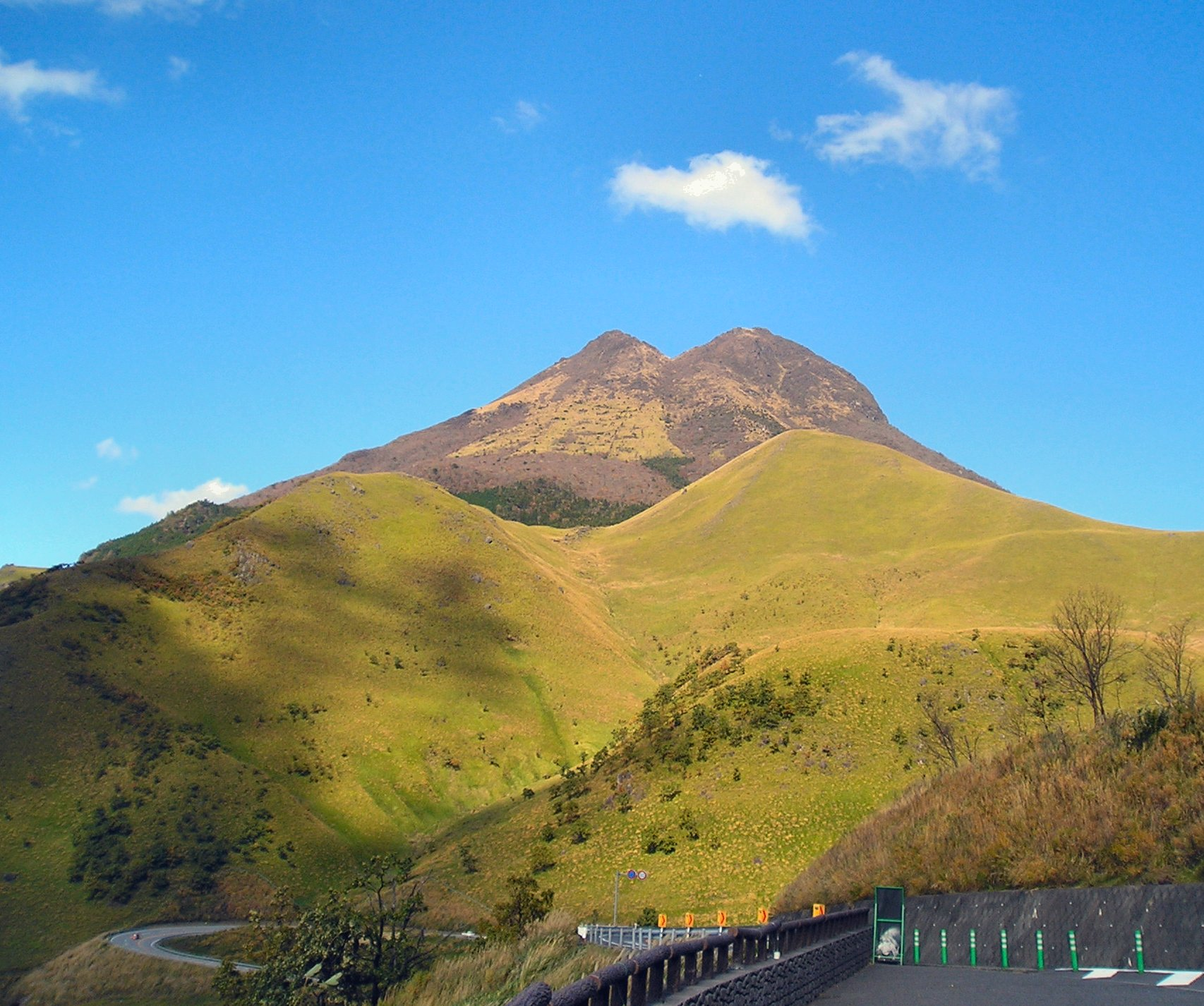
從南南西方的狹霧台展望台眺望

由東峰和最高峰的西峰所構成，山頂有一等三角點（基準點名「油布山」）。外型呈現圓錐形，所以也稱作豐後富士。其獨特山容是由布院盆地的地標，從別府灣眺望還可同時一覽後方的鶴見岳。

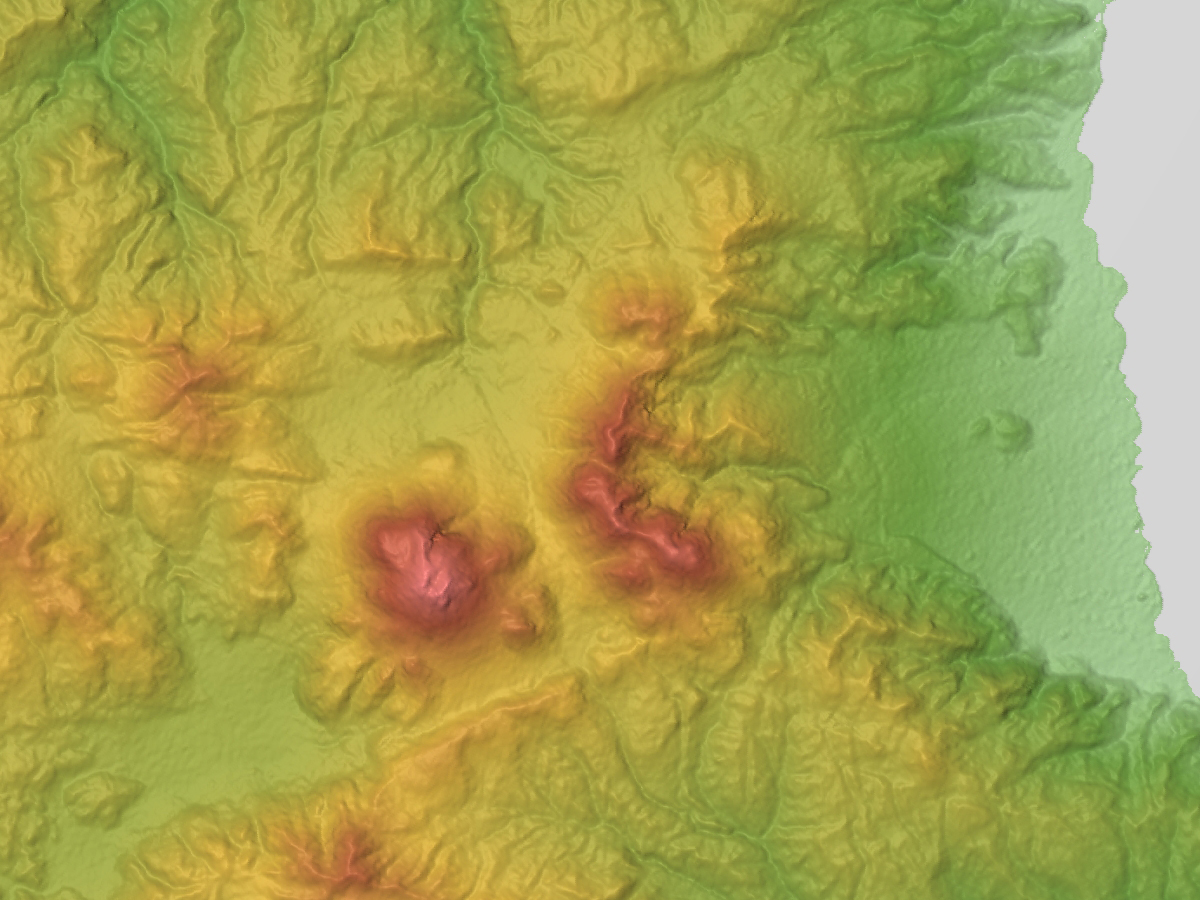
由布岳（左）與鶴見岳（右）的周邊地形圖

古來作為信仰對象而受到崇敬，『古事記』、『豐後國風土記』中皆曾記載其名。『豐後國風土記』將其記為「柚富峯」，取自附近的「柚富鄉」。除了是宇奈岐日女神社（式內社）的祭神，也是山岳佛教信仰的靈山，過去山腰有佛山寺（湯布院町）伽藍。

## 火山活動
約9萬年前，與鶴見岳約同時開始火山活動，主要岩石為安山岩及英安岩。約2,200年前，山崩引起大規模噴發（噴出量0.175 DRE km3、VEI3）。該次噴發形成了火山穹丘、熔岩流、火山碎屑流等，並持續有小型佛卡諾型噴發。
最新的一次噴發是在約2,000 - 1,900年前。由於山麓有由布院溫泉等溫泉群，因此被視為活火山。

## 登山
登山家岩崎元郎將由布岳列入新日本百名山。同時也是日本二百名山之一，以及日本山岳會東九州支部的大分百山之一。
從山頂可眺望日本百名山的九重山、祖母山、阿蘇山等，天候良好時還可遠眺大分縣、福岡縣界的英彥山、長崎縣的雲仙岳。山頂植被稀疏，主要植物有5月底至6月初開花的深山霧島。山麓草原有肥後躰、松蟲草。
主要的登山道有中央（正面）登山口、西登山口、東登山口三條路線。最多登山客使用的中央登山口設有停車場，也有巴士直達。最高的西峰，岩石錯綜複雜。山頂有圍繞火口的鉢巡路線。

## 圖片

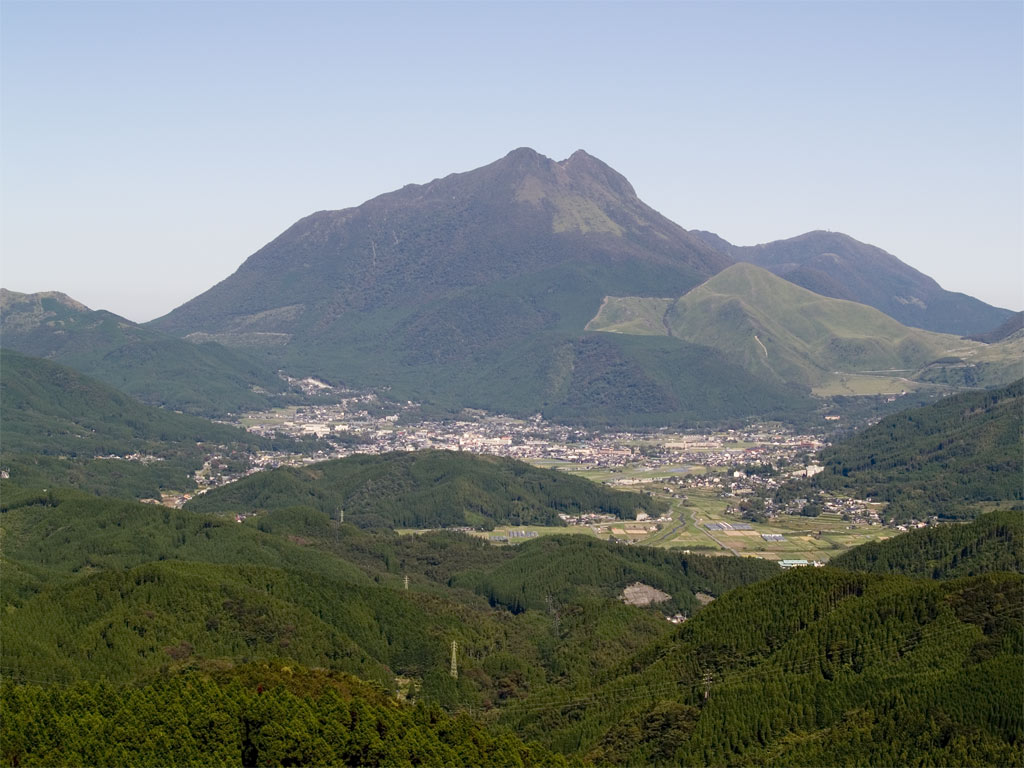
從西南西野稻岳蛇越展望所眺望由布岳與由布院盆地（日语：由布院盆地），右後方是鶴見岳（日语：鶴見岳）
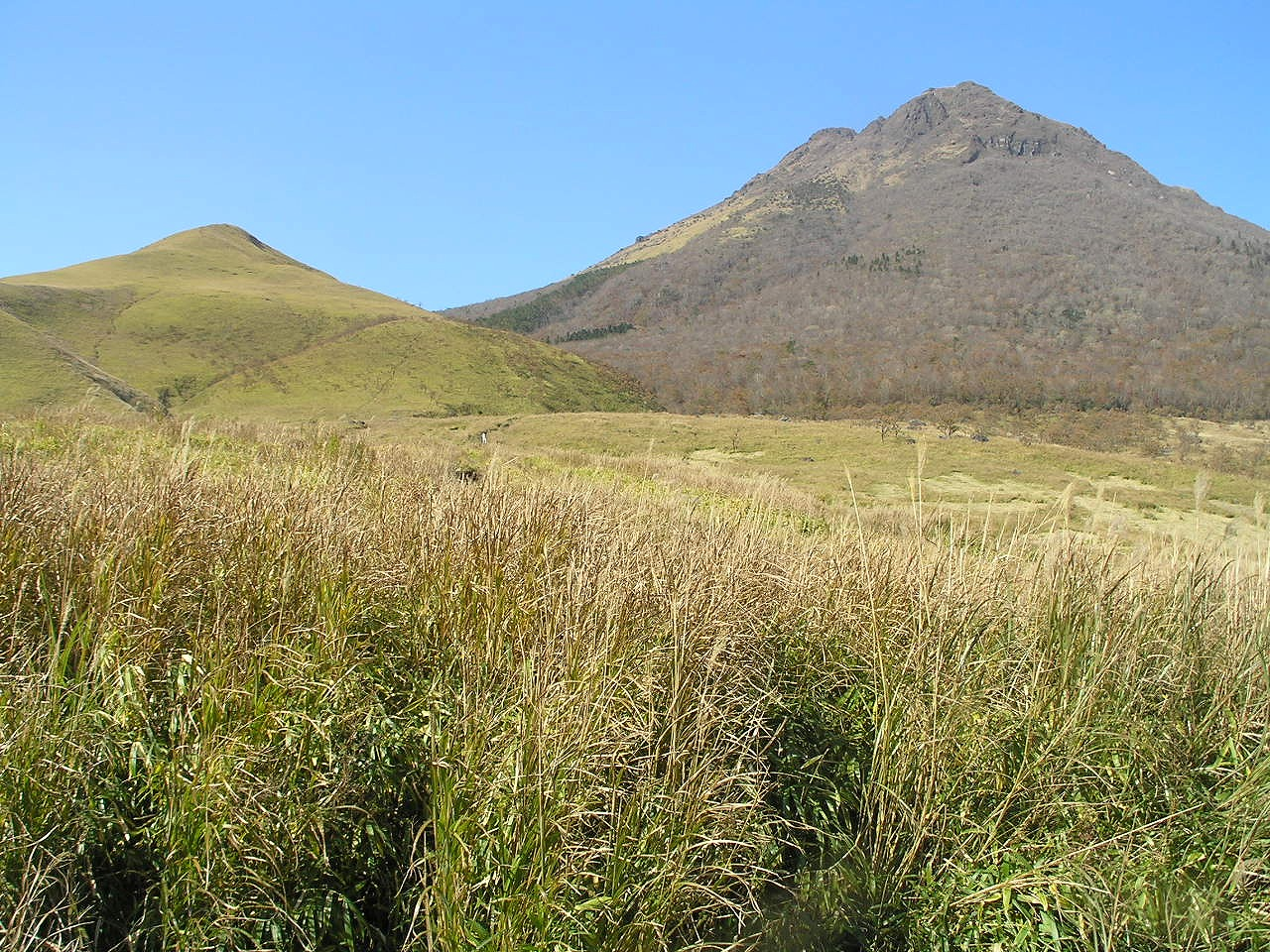
從南方眺望晩秋的由布岳
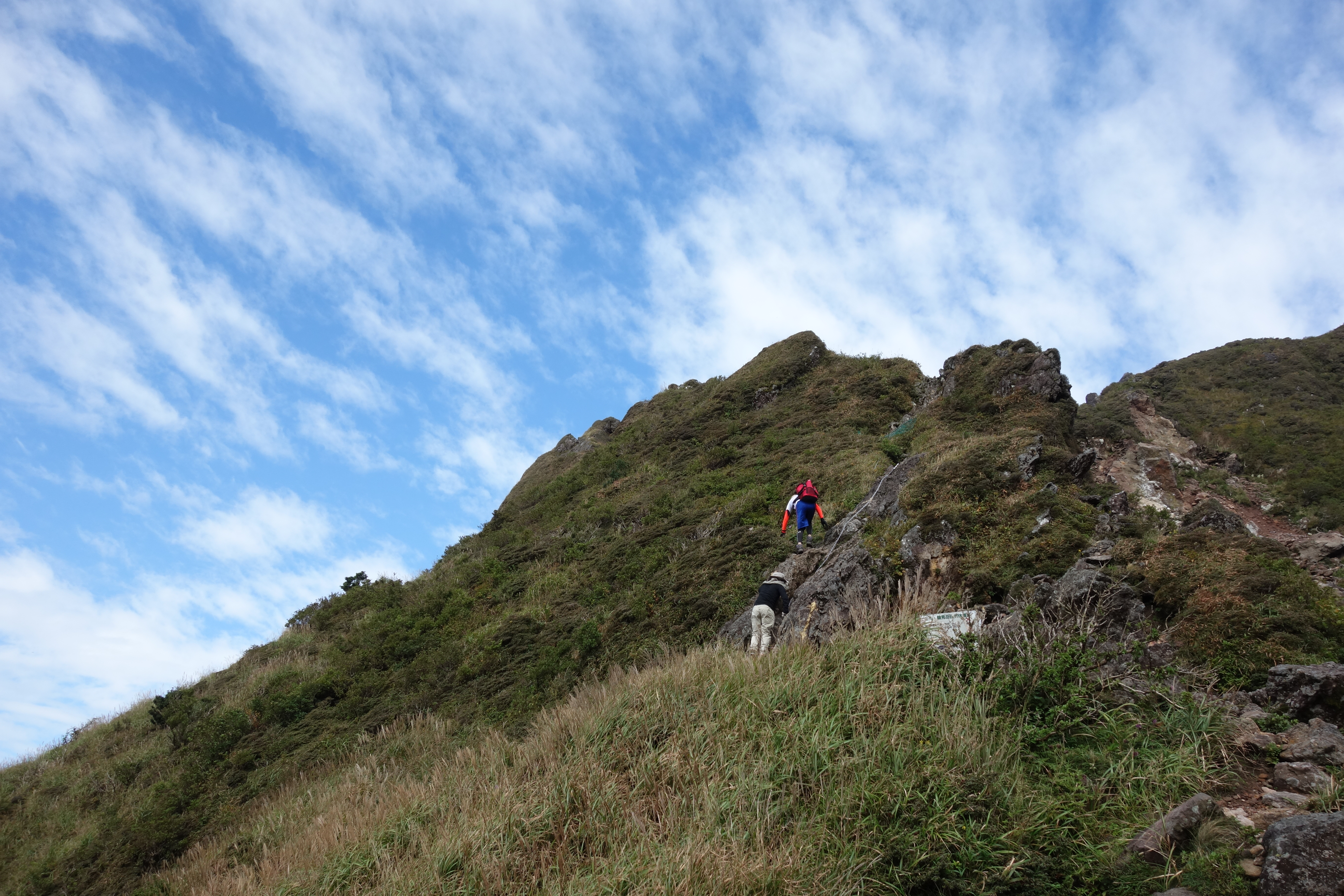
往西峰的陡峭攀登路線
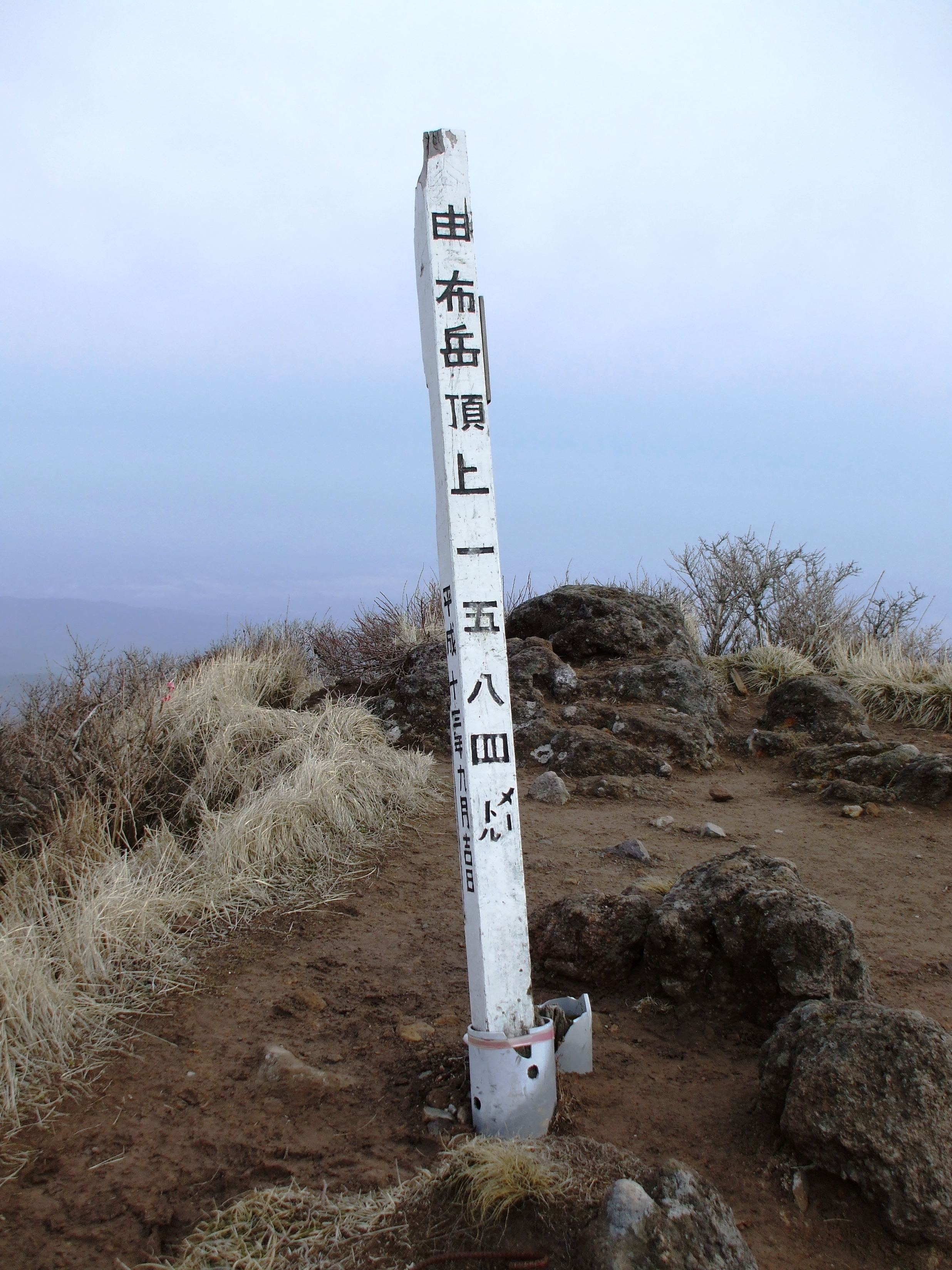
西峰山頂
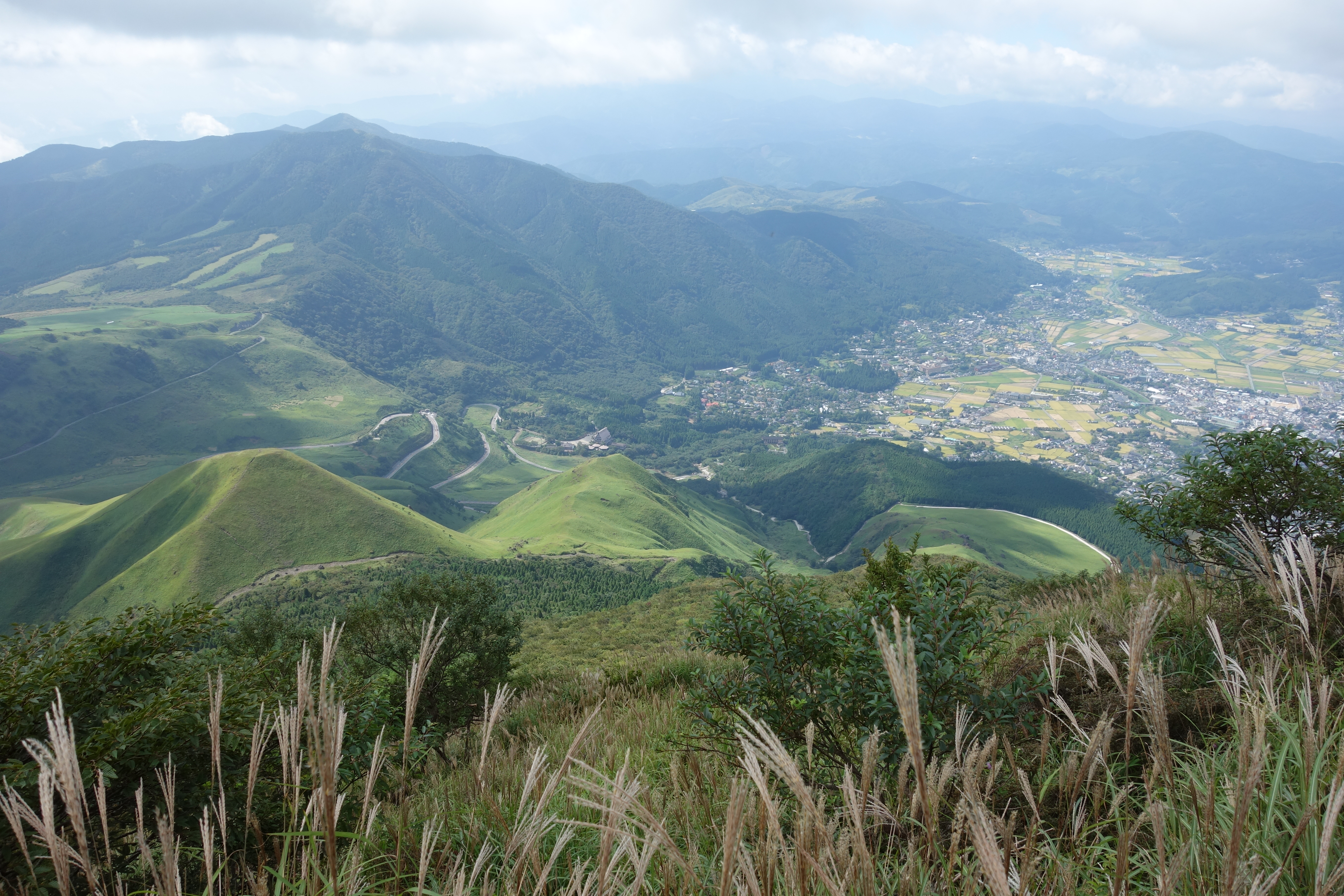
山腰遠望由布院盆地與湯布院鬧區
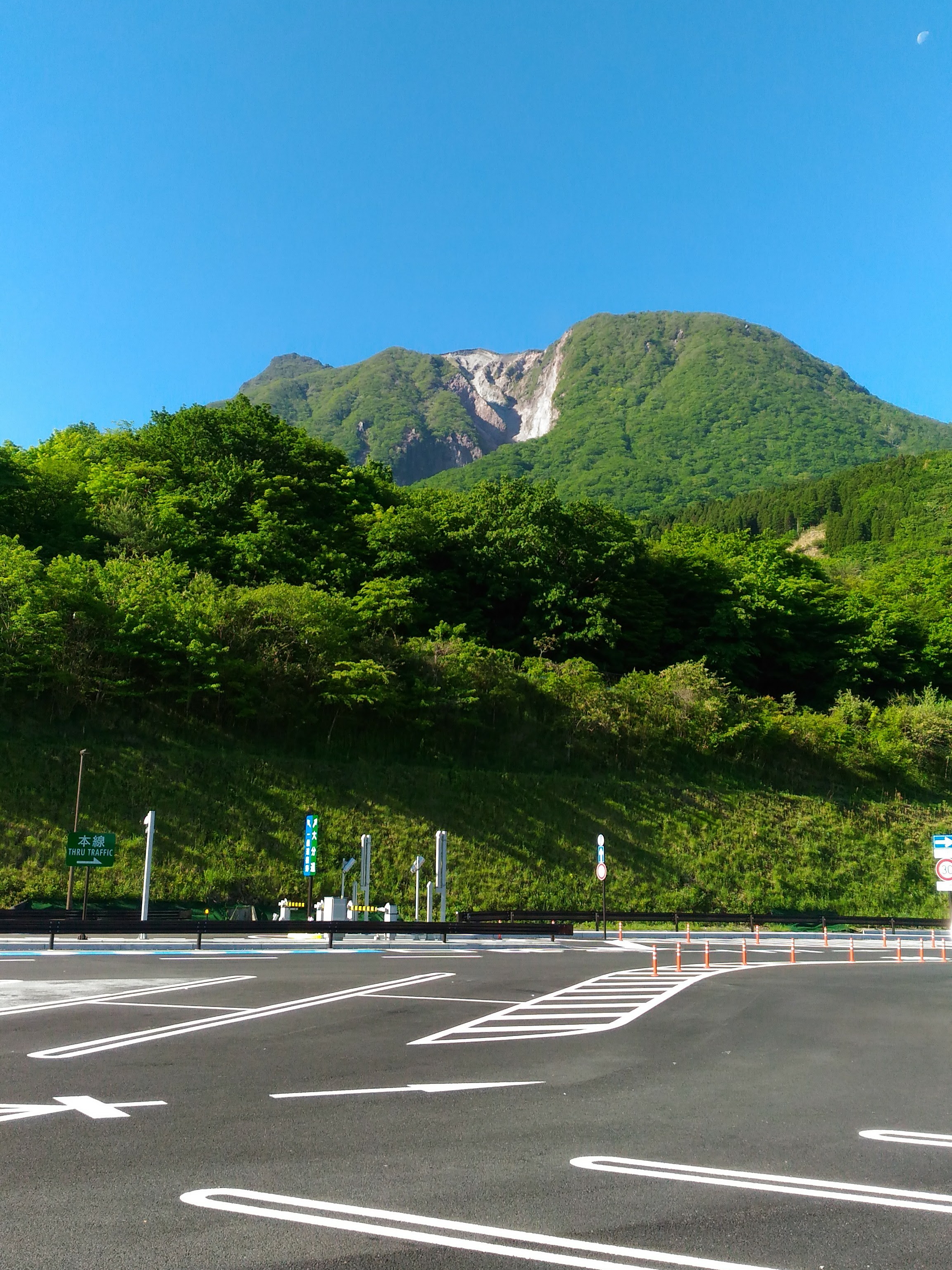
從由布岳停車區（上行）眺望
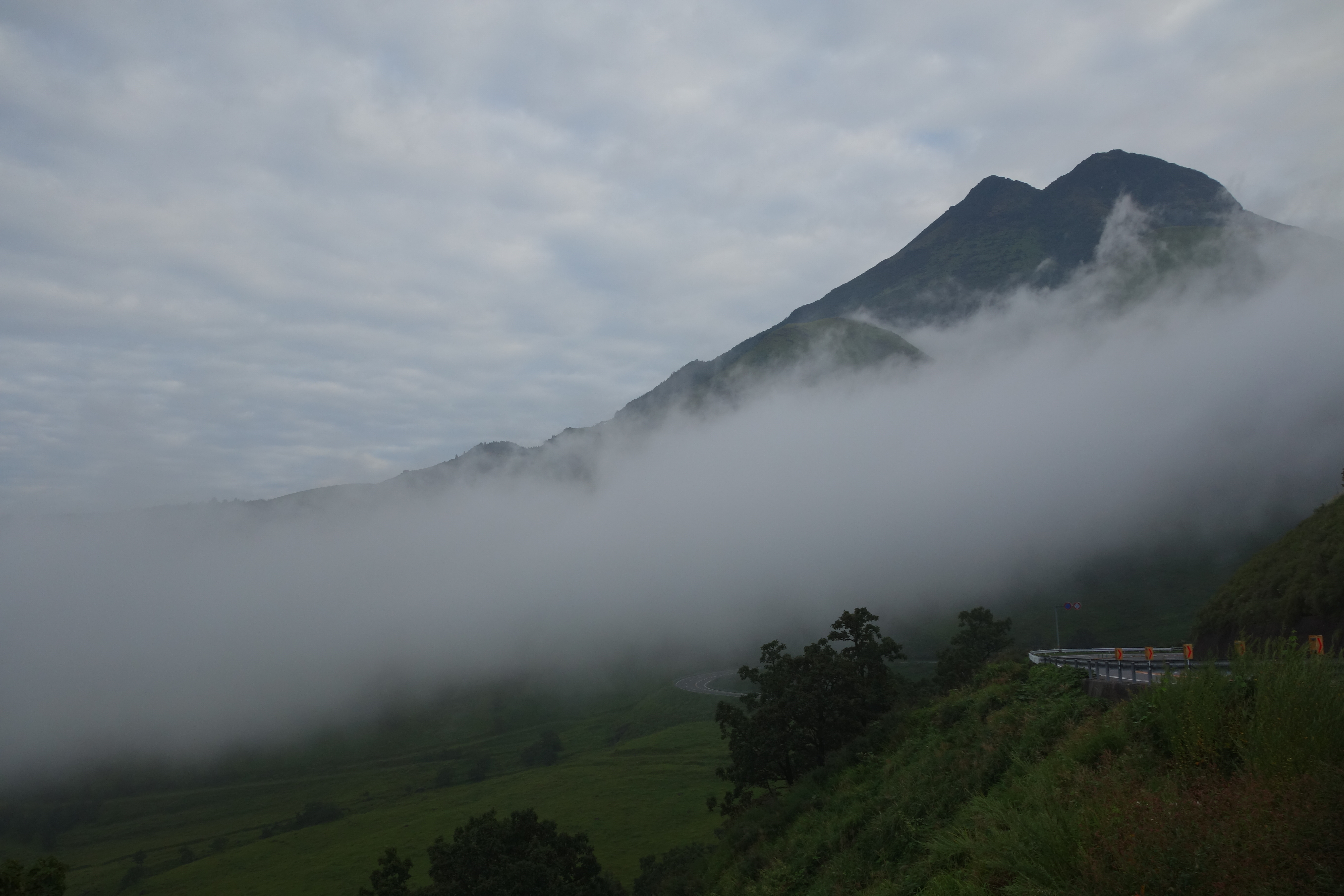
從狹霧台眺望由布岳

## 交通方式
- JR由布院站搭乘龜之井巴士（日语：亀の井バス）至由布岳登山口下車
- 大分自動車道湯布院交流道（日语：湯布院インターチェンジ）約15分

## 周邊景點
- 由布院溫泉
- 別府溫泉（別府八湯）
- 塚原溫泉（日语：塚原温泉） - 全國著名的酸性泉

## 關連項目
- 由布市
- 鄉土富士
- 由布院溫泉

## 外部連結
- 氣象廳 由布岳 （页面存档备份，存于）
- 日本活火山總覧(第4版)Web掲載版 由布岳PDF - 氣象廳
- 由布岳 （页面存档备份，存于） - 產業技術綜合研究所 地質調査綜合中心
- Yufu-Tsurumi （页面存档备份，存于） - Smithsonian Institution: Global Volcanism Program